# Serón (Chile)
Serón es una localidad de la comuna de Río Hurtado, Provincia del Limarí, dentro de la Región de Coquimbo, se encuentra ubicada en la ribera del Río Hurtado a la vez que es conectada por la Ruta D-595, se encuentra en distancia a 20 km de Samo Alto (Ciudad más cercana) y a 65 km de la Conurbación de La Serena - Coquimbo (Capital regional). Cuenta con una población de 606 habitantes según el Instituto Nacional de Estadísticas.

## Ubicación
Serón está ubicado a 20 km de Samo Alto y a 65 km de la Conurbación de La Serena - Coquimbo, se accede únicamente desde la Ruta D-595 cual comienza en Ovalle y termina en Vicuña.

## Demografía
Esta es la evolución demografíca de Serón:
| Gráfica de evolución demográfica de Serón entre 1992 y 2017 |
|                                                             |
| Fuente: Instituto Nacional de Estadísticas                  |